# Fichte-Gymnasium Krefeld

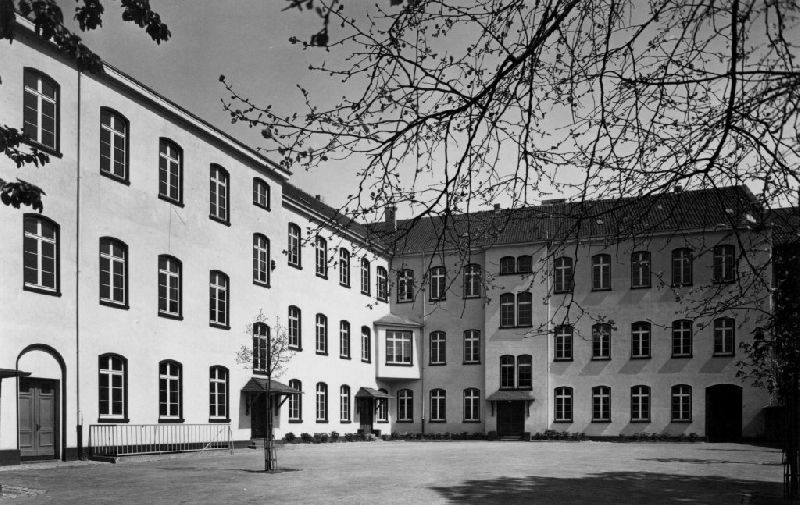
Das Fichte-Gymnasium, 1957

Das Fichte-Gymnasium war ein Gymnasium im Zentrum von Krefeld. Das Schulhaus aus dem Jahr 1855 steht unter Denkmalschutz. Der Förderverein des Gymnasiums unterhielt ein eigenes Schullandheim, die Burg Bischofstein. 2019 fusionierte das Gymnasium mit dem Arndt-Gymnasium zum neuen Hannah-Arendt-Gymnasium.

## Geschichte
Am 5. Oktober 1851 (Krefeld zählte damals zur Rheinprovinz) wurde die Schule als zweijährige Provinzialgewerbeschule für Jungen gegründet. 1892 wurde sie zu einer Oberrealschule aufgewertet. Im Jahr 1937 erhielt sie im Zuge der nationalsozialistischen Namensumbenennungen den Namen Fichte-Schule (nach Johann Gottlieb Fichte). 1954 wurde über den Schullandheim-Verein die Burg Bischofstein an der Mosel erworben und umgebaut. In den Jahren 1958 und 1968 wurde die Schule um je einen Neubau erweitert. 1977 wurde die uneingeschränkte Koedukation eingeführt.
Am 22. Februar 2003 beschädigte ein Brand die Schule schwer. Nach eineinhalbjährigem Wiederaufbau wurde die Neueröffnung der beschädigten Gebäude zu Beginn des Schuljahres 2004/2005 gefeiert.
Ab 2010 war das Fichte-Gymnasium eine Ganztagsschule. 2017 lagen lediglich 40 Neuanmeldungen vor, sodass die Schule zum 1. August 2018 „[…] nach einer mehr als 165-jährigen erfolgreichen Schulgeschichte geschlossen [wurde]“. Nach großem Aufstand aus Schüler- und Lehrerschaft hat die Stadt als Schulträger beschlossen, die Schule nicht zu schließen, sondern mit dem Arndt-Gymnasium (ebenfalls in der Innenstadt) zusammenzulegen.
Einhergehend mit der Zusammenlegung zweier Standorte wurde im gleichen Zuge auch ein neuer Name für das Gymnasium gesucht. Hierfür wurden Schüler, Lehrer und auch Eltern befragt. Am Ende standen die drei Namen Hannah-Arendt-Gymnasium, Anna-Tervoort-Gymnasium und Kosmopolit-Gymnasium zur Auswahl. Bei einer Abstimmung, wo jeweils die Stadt als Schulträger, die Lehrerschaft, die Schülerschaft, die Elternschaft und die Schulkonferenz als bestätigendes Gremium eine Stimme hatten (Mehrheitswahl in den einzelnen Gruppen), wurde Hannah Arendt als neue Namensgeberin gewählt. Das neue Hannah-Arendt-Gymnasium hat zwei Standorte, die circa 700 Meter voneinander entfernt in der Krefelder Innenstadt liegen. Die Jahrgangsstufen 5 bis 8 werden im ehemaligen Arndt-Gymnasium am Standort Dionysiusstraße unterrichtet, die Jahrgangsstufen 9 bis 12 am Standort Lindenstraße. Die Hauptverwaltung der Schule befindet sich in der Dionysiusstraße 51.

## Unterrichtsangebot
Das Fichte-Gymnasium war aus seiner Tradition heraus naturwissenschaftlich ausgelegt.
Üblicherweise kamen jedes Jahr neben den üblichen auch Leistungskurse in Erdkunde sowie in mehreren Naturwissenschaften zustande. Dies war der Schule möglich, da sie in der Oberstufe mit dem Arndt-Gymnasium kooperierte und das Leistungskursangebot den Schülern beider Schulen offeriert wurde.
Es gab Arbeitsgemeinschaften in Eishockey, Orchester, Chor, Zauberkunst und Chemie sowie andere außerschulische Aktivitäten.

## Schüleraustausch
Das Fichte-Gymnasium war Teil des Schüleraustausch-Programms German-American Partnership Program und realisierte in diesem Rahmen ab 1984 Schüleraustausche mit drei Schulen in den USA: Upper Moreland High School in Willow Grove, Pennsylvania, Palisades High School in Kintnersville, Pennsylvania, und West Morris Central High School in Chester, New Jersey.
Im Rahmen von anderen Programmen wurden auch mehrfach Schüleraustausche mit England (Leicester, Lake District), Frankreich (Paris), der Türkei (Istanbul), Spanien (Málaga) und Südafrika (Kapstadt) durchgeführt.

## Schullandheim

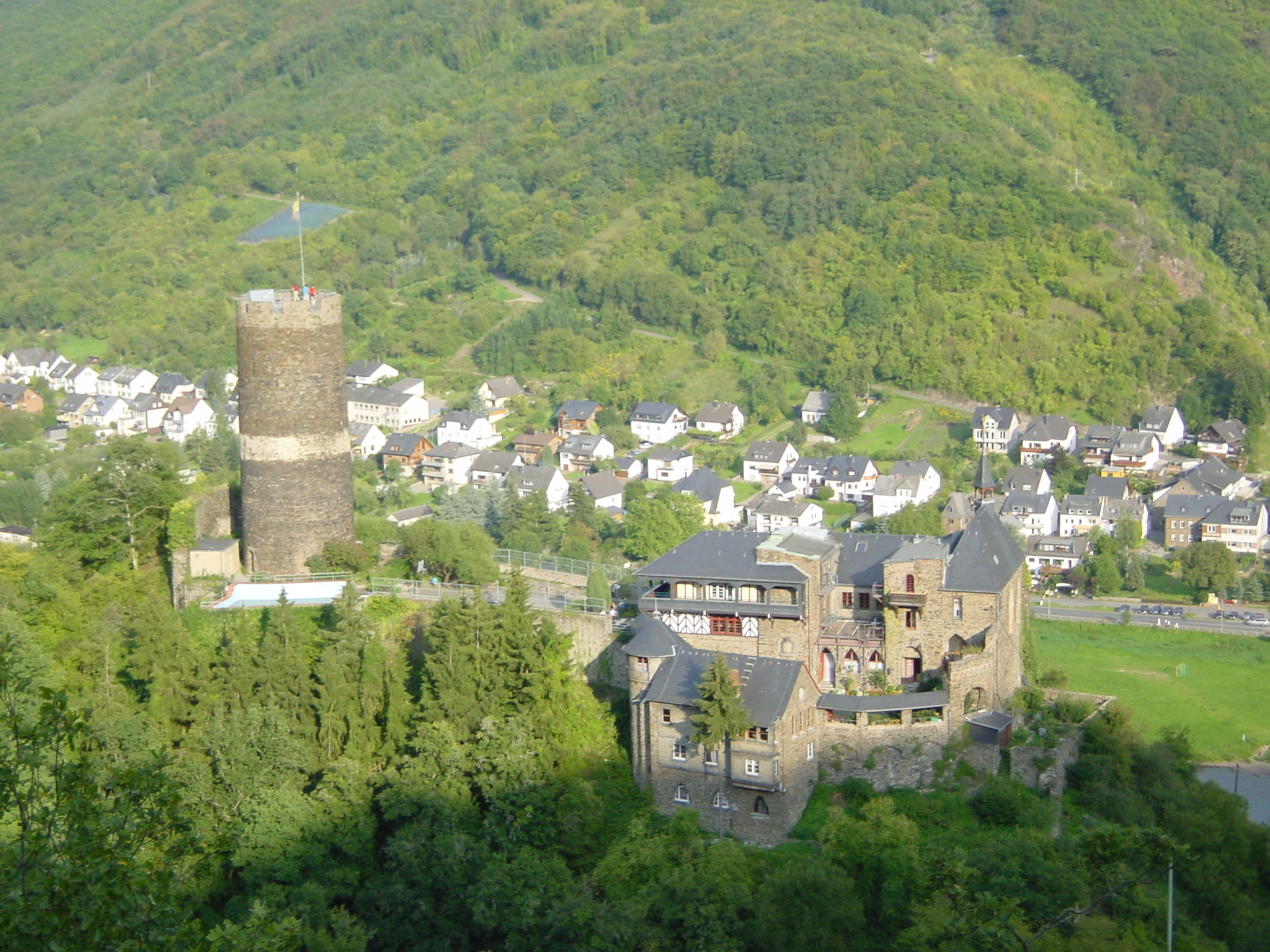
Das Schullandheim Burg Bischofstein

Die Klassen der Jahrgangsstufen 5 bis 8 besuchten jedes Jahr für eine Woche (fünf Tage) das Schullandheim Burg Bischofstein bei Hatzenport an der Mosel. Die Burg befand sich im Besitz des Fördervereins des Fichte-Gymnasiums. Auch Arbeitsgemeinschaften wie das Schulorchester oder die Naturwissenschafts- und Theater-AG besuchten die Burg jährlich.

## Bekannte Schüler und Lehrer
Zu den bekannten Absolventen des Gymnasiums zählen die Schriftsteller Andreas Mand und Ulrich Peltzer, die Fernsehmoderatoren Bodo Hauser und Carsten Rüger, der Generalinspekteur der Bundeswehr Dieter Wellershoff, die Bundestagsabgeordnete Kerstin Radomski und der Eishockey-Schiedsrichter Richard Schütz, sowie der Filmemacher Bodo Witzke.
Der Autor Theodor Pelster, der Künstler Hubertus Gojowczyk und der Mathematiker Werner Boy waren bekannte Lehrer, sowie der Politiker Eugen Gerritz und der Künstler und spätere Hochschullehrer Jürgen Heckmanns. Der Autor Henning Heske war Studienreferendar des Gymnasiums.